# Бущанський заказник
Бу́щанський зака́зник — ботанічний заказник загальнодержавного значення в Україні. Розташований у межах Рівненського району Рівненської області, між селами Буща та Ілляшівка. 
Площа 385 га, створений у 1984 році. 
Охороняється комплекс соснових і вільхових лісів та очеретяно-осоково-гіпнового болота в долині річки Збитинки, в межах Острозької долини. На болоті поширені рідкісні рослини, занесені до Червоної книги України — схенус іржавий, сверція багаторічна, товстянка звичайна, росичка англійська, жировик Лезеля, коручка болотна, баранець звичайний. Територія заказника має водорегулююче значення. 
Входить до складу Національного природного парку «Дермансько-Острозький».